# Министерство энергетики Республики Молдова
Министерство энергетики Республики Молдова (рум. Ministerul Energiei al Republicii Moldova) — одно из 14 министерств Правительства Республики Молдова. Было создано 16 февраля 2023.

## История
Министерство энергетики Республики Молдова было создано 16 февраля 2023 после реструктуризации министерства инфраструктуры и регионального развития.
Министерство энергетики стремится к обеспечению энергетической независимости Молдовы; было создано после тяжёлого энергетического кризиса в стране.

## Руководство
- Министр — Дорин Жунгиету
- Генеральный секретарь — Андрей Грицко
- Госсекретари — Кристина Перетятку, Каролина Новак, Константин Боросан

## Список министров энергетики Республики Молдова
| № | Министр         | Дата назначения   | Дата освобождения | Примечания |
| - | --------------- | ----------------- | ----------------- | ---------- |
| 1 | Ион Лешану      | 21 декабря 1999   | 27 июля 2001      |            |
| 2 | Яков Тимчук     | 8 августа 2001    | 19 апреля 2005    |            |
| 3 | Виктор Парликов | 16 февраля 2023   | 5 декабря 2024    |            |
| 4 | Дорин Жунгиету  | с 19 февраля 2025 |                   |            |